# Chang Wanquan
Chang Wanquan, en idioma chino: 常万全; (Nanyang, 1949) es un militar y político chino. Desde 2013 hasta 2018 fue Ministro de Defensa Nacional de la República Popular China.

## Biografía
Nacido el 1 de enero de 1949, se unió al Ejército Popular de Liberación (EPL) en marzo de 1968, y en noviembre del mismo año se inscribió en el Partido Comunista de China (PCCh) en 1973.  Desde enero de 2002 hasta diciembre de 2004, fue jefe de personal y miembro del comité del PCCh de la Región Militar de Lanzhou. De diciembre de 2004 a septiembre de 2007, fue el comandante de la Región Militar de Shenyang. También fue director del Departamento de Armamento General del EPL. En octubre de 2007 fue elegido miembro de la Comisión Militar Central.
Obtuvo el grado de coronel superior en 1992, general de división en julio de 1997, teniente general en 2003 y general en octubre de 2007. Ha sido miembro de los Comités Centrales 16, 17 y 18.
En octubre de 2012, fue nombrado ministro de Defensa Nacional, sucediendo al general Liang Guanglie. En la primera sesión plenaria del XII Congreso Nacional del Pueblo, el 16 de marzo de 2013, también fue nombrado miembro del Consejo de Estado de la República Popular China.